# Michael Ramsden

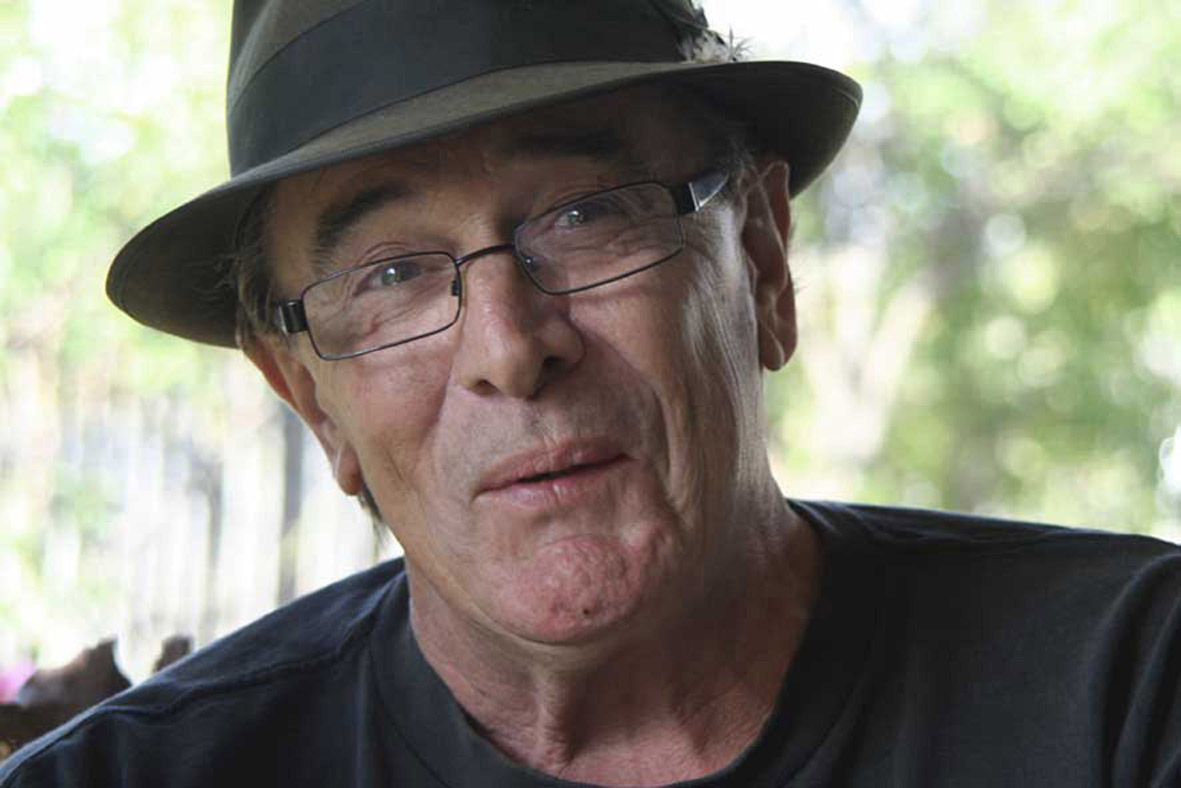
Michael Ramsden

Michael Ramsden (* 30. März 1947 in Sydney; † 17. März 2016 in Tambaroora, New South Wales) war ein australischer Maler.

## Leben
Michael Ramsden wurde am 30. März 1947 in Caringbah, einem Stadtteil der australischen Stadt Sydney geboren und wuchs auf im nahen Port Hacking Bay (ebenfalls Sutherland Shire). Schon in seiner Jugend wandte er sich der bildenden Kunst zu und besuchte ab 1963 die „National Art School“ im Stadtteil Darlinghurst. 1965 brach er den Schulbesuch ab und bekam im Jahr 1967 die Gelegenheit seine ersten Werke öffentlich auszustellen.
Gemeinsam mit seiner ersten Ehefrau, der australischen Modeschöpferin Jenny Kee, zog Ramsden Mitte der 1960er Jahre nach London, von wo beide Anfang der 1970er Jahre zurückkehrten. Von Bondi (Sydney) zogen beide 1976 in die nahen Blue Mountains.
Als Wim Wenders zur Vorbereitung seines 1991 erschienenen Films Bis ans Ende der Welt durch Australien reiste, wurde er durch Zufall auf Ramsden aufmerksam. Begeistert von dessen Blick für das unverkennbare Lichtspiel und das Farbspektrum von „Down Under“, für die wilde unberührte Natur seiner Heimat und die uralten Höhlenmalereien der Ureinwohner, freundete er sich mit dem Künstler an. 1990 folgte Ramsden der Einladung seines Freundes und zog nach Berlin, wo er zunächst in Wim Wenders Wohnung malte. Später richtete er sich im Ostteil der gerade wiedervereinigten Stadt ein Atelier ein.
2002 kehrte Ramsden in seine Heimat zurück. Dort lebte und arbeitete er zusammen mit seiner Frau, der Schriftstellerin Karin Mainwarning, zurückgezogen im kleinen ehemaligen Goldgräberstädtchen Tambaroora nahe Hill End (Bathurst Region), wo er am 17. März 2016 verstarb. Außer seiner Witwe hinterließ er drei Kinder und eine Enkelin.

## Werk
In seinen Werken vereint Michael Ramsden die wilde, unberührte Natur seiner Heimat mit Elementen der alten Kultur der Aborigines. Als Inspirationsquelle für seine Arbeiten nutzt er die Formen und Motive alter Kulturen ebenso wie die Spuren des Verfalls an den Wänden und Mauern moderner Großstädte, wodurch ein Spannungsverhältnis zwischen naturhaften und urbanen Komponenten entsteht.
„Nature trapped in walls“ ist das zentrale Thema in vielen von Michael Ramsdens Bildern, die immer wieder zu Wänden werden, auf denen sich der künstlerische Akt den natürlichen Verfallsprozessen annähert. Hauchfeine Farbschichten auf rauem Sand werden zum Pendant für Witterungseinflüsse auf Hausfassaden. Vereinzelte Bildmotive schlagen eine Brücke zwischen urbanen Graffiti und jahrtausende alten Höhlenzeichnungen.
Der „Archäologe“ Ramsden legt sein Augenmerk auf die Verarbeitung von Dingen, die bereits benutzt worden sind und von ihren Besitzern meist verschmäht wurden. Somit werden sowohl die Spuren und der Verschleiß gebrauchter Gegenstände, als auch die Überlappungen und Nähte der Stoffe zu Bildkomponenten.
Durch die Verwendung von Wachs in einer Werkphase gelingt eine Transformation von vorgefundenen Farben, Mustern und Motiven von Stoffen, Decken und dünnen Teppichen, die auf Holz gespannt sind. Die verschiedenen gestischen Spuren drängen die ursprünglichen Muster zurück; nur die besonders ausgeprägten können sich behaupten.
Außergewöhnlich sind auch Ramsdens Werke aus der Serie der natures mortes. Fundstücke wie Pflanzenschoten, Blüten, Stücke von jahrtausender alter Borke, Tierhörner oder Geflügelknochen werden hinter Glas zu Ausstellungsstücken im Bild, zu einer modernen Interpretation des klassischen Stilllebens. Den französischen Serientitel „nature morte“, was übersetzt „tote Natur“ heißt, kann man in diesem Fall durchaus wörtlich nehmen. Das Verhältnis von Bild und Abbildung ist verschoben wie die alten Größenverhältnisse: Die toten Dinge liegen nicht mehr wie zufällig auf dem Tisch. Stattdessen ist der Tisch selbst zum Kunstwerk, zum Bild geworden, in dessen Weite ganz klein das Objekt eingelassen ist. Auf besondere Weise werden die kleinen Schaukästen zu Fenstern aus der Kunst heraus in die Realität, aber auch zum gläsernen Sarg: „nature trapped in walls “.

### Projekte
- 1986–87 1986 wurde Michael Ramsden zusammen mit dem Töpfer Graham Oldroyd vom Parliament House Construction Authority for Mitchell, Giurgola und Thorpe Architects, beauftragt ein monumentales Kunstwerk für das New Parliament House in Canberra zu gestalten. Diese gemeinschaftliche Arbeit ist eines der bedeutendsten Kunstwerke, das in der letzten Dekade in Australien geschaffen wurde.
- 1986 Ceramics and Architecture – ein Film gemeinsam produziert von ABC und Powerhouse Museum.

Produziert und in Auftrag gegebenes Kunstwerk für Darling Harbour Construction Authority in Zusammenarbeit mit Jenny Kee und Graham Oldroyd.
- 1981 Künstlerisches Konzept und Set Design für Flamingo Park Fashion Parade, Jamieson St Nightclub, Sydney.
- 1980 Künstlerisches Konzept und Set Design für Flamingo Park Fashion Parade, Sydney Town Hall.
- 1979 Künstlerisches Konzept und Set Design für Flamingo Park Fashion Parade, Seymour Centre, Sydney.
- 1975 Künstlerisches Konzept und Set Design für Flamingo Park Fashion Parade, Bondi Pavilion, Sydney.

### Sammlungen
Myers Collection, Phillip Morris Collection, National Gallery of Victoria, Ansett Collection, Artbank, Osaka City Council, Johns Baker Collection, private Sammlungen in Australien, England, Amerika, Italien & Deutschland.

## Ausstellungen

### Einzelausstellungen
- 2008 Ray Hughes Gallery, Sydney “Western Gothic”
- 2005 Ray Hughes Gallery, Sydney “Hunter Paintings”
- 2003 Ray Hughes Gallery, Sydney ‘First Glimpse: High Mountain Streams’
- 2001 Ray Hughes Gallery, Sydney
- 1998 Gallery Gunti, Berlin, ‘Castaway’
- 1995 Sammlung Stöber Kutscher Haus, Berlin, ‘Elemente’
- 1994 Freie Kunst Schule, Berlin, ‘Essence’
- 1993 BFG Gallery, Berlin, ‘Checkpoint Berlin’
- 1992 Television Tower, Alexander Platz, Berlin, ‘Vertigo’
- 1989 William Mora Gallery, Melbourne ‘A Heretic’s Diary: THAILAND’ und ‘Down But Not Out: TASMANIA’
- 1987 Ray Hughes Gallery, Sydney, ‘Rivers’
- 1986 Ray Hughes Gallery, Brisbane,
- 1985 Ray Hughes Gallery, Sydney
- 1984 Mori Gallery, Sydney
- 1979 Frank Watters Gallery, Sydney
- 1974 Tolarno Gallery, Melbourne
- 1971 Clytie Jessop Gallery, London
- 1969 Clytie Jessop Gallery, London

### Ausstellungsbeteiligungen
- 2009 Thinking Allowed – The Big Drawing Show (Evan Hughes Gallery Sydney)
- 2007 The Big Drawing Show” Ray Hughes Gallery, Sydney
- 1993 Commitments, Institute of Modern Art, Brisbane
- 1990 Balance, Queensland Art Gallery, Brisbane
- 1986 Contemporary Australian Artists (Wanderausstellung der Ansett Collection)

Nieman Marcus Australian Exposition, Dallas
Australian Ceramics, Manly Gallery, Sydney
- 1982 Contemporary Australian ceramics, David Reid Gallery
- 1980 SH Irvine Gallery, Sydney
- 1970 Siggie Krauss Gallery, London
- 1967 Clune Gallery, Sydney

## Publikationen
- Art & Australia – Frühling 2003
- Jo Litson, The Australian, 6. Juli 2001
- Courtney Kidd, Sydney Morning Herald, 1. August 2001
- Victoria Hynes, Metro, Sydney Morning Herald, 3. August 2001
- Mode – biography, 1987
- “Landscape Art and the Blue Mountains” von Hugh Spiers. Alternative Publishing Cooperative 1981
- Craftarts – Murals of Neolithic Graffiti
- Art & Australia – Sommer 1984
- Art & Australia – Sommer 1985

## Weblink
- michael-ramsden.com